# 隔離分佈

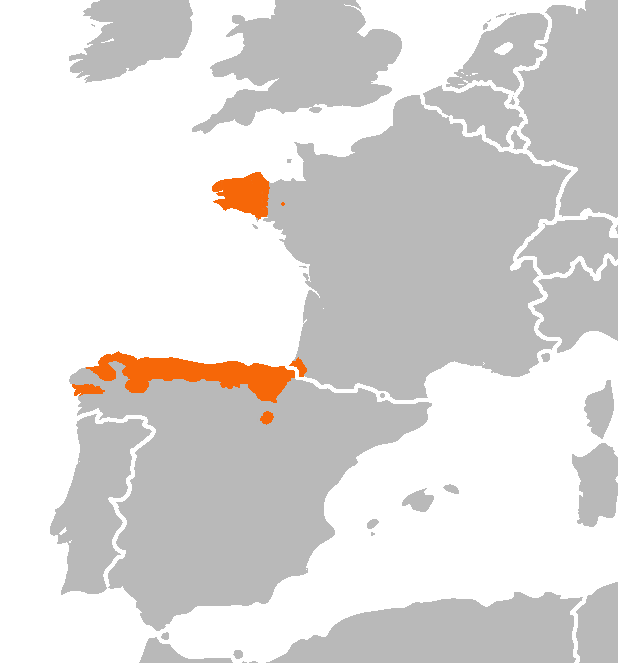
Elona quimperiana的分佈就是一種隔離分佈。

隔離分佈（disjunct distribution），亦作不連續分佈（discontinuous distribution）或异域分布、間斷分布，是生物地理学名词，指两个相關連的生物群的活动范围完全分隔，以致不会同时在同一个地方出现；而這兩個活動範圍內的生物可以是相同或不同的物種或分類單元。因為地理上的隔絕而被分為兩組或更多相關的分佈地域。
隔離分佈的成因不儘相同：可能表明物種範圍的擴大或收縮，使本來相連的分佈地域被隔開。
環境的改變，例如造山運動及造山運動、大陆漂移或海平面上升，都可能是分佈範圍零碎化的原因；或會令生物往新的地區遷徙；合適的棲息地破碎化，令分佈範圍破碎，直至物種無法從一個合適的棲息地遷往另一棲息地。

## 參看
- 分佈 (生物)（日语：分布 (生物)）
- 异域物种形成
- 棲息地
  - 生境破碎化
- 華萊士線